# Karl-Johan Svensson
Pour les articles homonymes, voir Svensson.
Karl-Johan Svensson , né le 12 mars 1887 à Solna et mort le 20 janvier 1964 à Stockholm, est un gymnaste artistique suédois.
Il est médaillé d'or du concours général par équipes aux Jeux olympiques d'été de 1908 à Londres. Lors des Jeux olympiques d'été de 1912 à Stockholm, il remporte une médaille d'or en système suédois par équipes.